# Олдермен, Джек
Джек О́лдермен (29 мая 1951 — 16 сентября 2008) — американский женоубийца, который ждал своей казни в течение 33 лет. Это один из самых продолжительных сроков ожидания казни в истории мировой юриспруденции и один из самых длительных сроков под следствием до приговора в истории как американской, так и мировой практики судебной системы.

## Биография
Олдермен родился 29 мая 1951 года. 14 июня 1975 года был признан виновным в убийстве своей жены Барбары. Она была жестоко избита, задушена и выброшена в ручей. 1 апреля 1985 года, при пересмотре дела, он снова был приговорён к смертной казни. Олдермен отрицал свою вину и отказался признать себя виновным (признание спасло бы ему жизнь). На протяжении всего его нахождения в камере смертников споры о его виновности в убийстве жены шли довольно активно. В 19:25 16 сентября 2008 года Олдермен был казнён смертельной инъекцией. Он не заказал особую последнюю трапезу, получив в день казни обычную тюремную еду, и отказался от последнего слова перед казнью.
Со дня ареста до смертной казни арестант  провёл в следственном изоляторе 33 года, 3 месяца и 2 дня, что является рекордом как минимум для Джорджии.